# Allison Pineau
Pour les articles homonymes, voir Pineau.
Allison Pineau, née le 2 mai 1989 à Chartres, est une handballeuse internationale française, évoluant au poste de demi-centre. Elle a été élue meilleure handballeuse mondiale de l'année en 2009 par la Fédération internationale de handball.
International française à partir de 2007, elle a remporté une fois chacune des compétitions majeurs puisqu'elle est sacrée championne du monde en 2017, championne d'Europe en 2018 et enfin championne olympique en 2021.
En club, elle évolue parmi les meilleurs de France (Issy-les-Moulineaux HBF/Paris 92, Metz Handball et Brest Bretagne Handball) ainsi que dans plusieurs championnats étrangers (Roumanie, Macédoine du Nord, Slovénie et Monténégro).

## Biographie

### Enfance et formation
Née à Chartres, Allison Pineau grandit à Aubervilliers où ses parents, Guadeloupéens venus en métropole, déménagent quand elle a un an. Son père, routier et sa mère, secrétaire médicale, divorcent. Cette dernière assure seule l'éducation de ses trois enfants : Allison, son frère aîné et son petit frère.
Enfant, Allison excelle dans de nombreux sports : football, basket-ball et escalade pendant les vacances, lors des « étés tonus » des centres aérés. Elle est notamment championne de France de tennis de table en UNSS à douze ans alors qu'elle est en cinquième au collège Denis-Diderot d’Aubervilliers.
Tout à la fin des années 1990, Allison Pineau est remarquée en accompagnant son frère lors d’un séjour sportif organisé par la ville d'Aubervilliers, notamment pour ses grandes mains, par Daniel Deherme, encadrant du stage et entraîneur de l’équipe locale de handball en deuxième division. En 2001, à douze ans, la joueuse choisit alors ce sport définitivement et intègre le CM Aubervilliers,. Elle débute au poste de pivot et est ensuite rapidement placée sur la base arrière.
Allison Pineau se consacre uniquement au handball lorsqu'elle intègre le pôle espoirs d’Île-de-France, situé alors à Tournan-en-Brie.
Après Aubervilliers, Pineau rejoint le Villemomble Handball. Elle est surclassée et joue en championnat de France de moins de 18 ans élite. Elle joue ensuite en N1 en 2005 à seulement seize ans.

### Révélation à Issy (2006-2009)
Au sortir du sport-études, la demi-centre est recrutée par l'Issy-les-Moulineaux HBF et fait ses débuts en championnat de France. Le 2 septembre 2006, pour son premier match, Allison inscrit deux buts face à Mios (défaite 27-29). Les Franciliennes terminent à la sixième place en championnat.
Au terme de l'exercice 2007-2008 conclu à la troisième position en championnat de France, Pineau signe son premier contrat professionnel pour une durée de deux ans.
En 2008-2009, Allison découvre la Coupe d'Europe avec le club francilien, se hissant jusqu'en quart-de-finale de la Coupe de l'EHF. Le Metz Handball approche une première fois Issy pour racheter le contrat d'Allison Pineau sans que les clubs ne trouvent un accord financier.
Alors sous contrat jusqu'en juin 2010, Pineau quitte Issy-les-Moulineaux pour le Metz Handball à l'été 2009 lors d'un transfert décrié. En effet, Allisson est recrutée en CDI par Metz, qui supplante le CDD isséens et n'oblige à verser aucune indemnité de transfert à Issy. Le club parisien étant aussi relégué pour raison financière, la présence d'une clause libératoire clôt le débat. Pour autant cette affaite inédite donne l'impression de casser le gentleman agreement des CDD au profit du code du travail.

### Expériences à l'étranger (2012-2016)
À l'orée de la saison 2012-2013, elle rejoint pour deux ans le club roumain de CS Oltchim Vâlcea dans l'objectif de remporter la Ligue des champions. Toutefois, le club roumain étant en proie à de grosses difficultés financières, Pineau rompt d'un commun accord son contrat au printemps 2013. Elle finit la saison sans club, mais s’entraîne à l'INSEP en vue des échéances avec l'équipe de France.
Elle signe un contrat d'un an pour la saison 2013-2014 avec le ŽRK Vardar Skopje, la future « dream-team » macédonienne où elle retrouve Amandine Leynaud et Siraba Dembélé. Le 17 février 2014, son club annonce la prolongation de son contrat jusqu'en 2016, tout comme celui de ses deux compatriotes. Toutefois, le 29 octobre 2014 est annoncée une rupture mutuelle du contrat qui lie Pineau au ŽRK Vardar Skopje.
Trois jours après son départ de Macédoine, elle signe dans le club slovène du RK Krim Ljubljana, pour jouer jusqu'à la fin de la saison. Elle y retrouve sa coéquipière de l'équipe de France, Amélie Goudjo, arrivée l'été 2014. Néanmoins, quatre mois plus tard, elle quitte le club après un accord à l'amiable obtenu avec la direction slovène.
Elle décide alors de terminer la saison au HBC Nîmes où elle trouve un « vrai challenge » avec les playoffs du championnat de France et la coupe de France. Elle atteint notamment la finale de la coupe de France, perdue aux tirs au but face au Metz Handball (24-24 tab 4-2),.
A l'été 2015, elle retourne en Roumanie, au HCM Baia Mare, afin de disputer la Ligue des champions.

### Trois ans à Brest (2016-2019)
En mars 2016, elle s'engage pour la saison suivante avec le Brest Bretagne Handball, promu en 1re division. Lors de la saison 2016-2017, Pineau et les Brestoises atteignent la finale du championnat de France et sont éliminées en quart de finale de la Coupe de l'EHF.
Handicapée par une rupture ligamentaire de la cheville depuis les JO 2016, Allison Pineau décide en juin 2017 de se faire opérer et s'éloigne ainsi plusieurs mois des terrains. La demi-centre française fait son retour à la compétition en décembre 2017 sous le maillot de l'équipe de France avec laquelle elle remporte le titre de championne du Monde.
Le 18 janvier 2018, Pineau, en fin de contrat avec le Brest Bretagne Handball, d'abord évasive sur son avenir, choisit finalement de prolonger pour une durée de trois ans avec le club breton, jusqu'en 2021. En fin de saison, elle remporte la coupe de France et est également élue meilleure défenseur du championnat de France.
À la suite de tensions avec les dirigeants, Allison Pineau est mise à l'écart à Brest à compter du mois de mars 2019, elle ne joue plus jusqu'à la fin de saison.

### Seconde fois à Paris puis à l'étranger
Pour la saison 2019-2020, elle retrouve Paris 92, le club de ses débuts professionnels.
En mai 2020, elle quitte Paris 92 et s'engage pour deux années avec le club monténégrin du ŽRK Budućnost Podgorica. En 2021, elle rejoint le club slovène du RK Krim Ljubljana.

### Petit retour à Metz avant la retraite
En octobre 2023, elle annonce qu'elle prendra sa retraite à l'issue de la saison 2023-2024.
Comme Cléopâtre Darleux, elle décide finalement de prolonger d'un an sa carrière en revenant au Metz Handball, où elle avait joué de 2009 à 2012, pour une saison. Elles y réalisent un doublé Championnat-Coupe de France, mais ne parviennent pas à faire franchir un cap au club en Ligue des champions. Toutes deux jouent leur dernier match le dimanche 8 juin 2025.

### En équipe nationale
Après ses débuts en Nationale 1 à seize ans, Allison Pineau intègre l'équipe de France jeunes pour le Championnat d'Europe 2005 de la catégorie. Les Bleuettes terminent troisièmes. L'année suivante, la France finit quatrième des premiers Mondiaux de la Jeunesse. Dans les deux compétitions, Allison fait partie de l'équipe-type au poste de demi-centre.
Le sélectionneur national Olivier Krumbholz l'intègre à l'Équipe de France A dès débuts de 2007, à l'âge de 18 ans. Elle connaît sa première sélection le 27 février 2007 en match amical à Nantes contre la Chine.
Lors de la préparation au Championnat du monde 2007 qui se disputent en France, elle parvient à rentrer dans la sélection finale pour disputer cet événement. Elle inscrit notamment cinq buts en quart de finale face au Monténégro (25-22) du Mondial 2017. Joueuse talentueuse mais encore jeune, elle a fait partie du groupe qui dispute les Jeux olympiques de Pékin, mais à une place délicate : la quinzième, c'est-à-dire comme remplaçante.
Allison Pineau finit la saison 2008-2009 en tant que meilleure joueuse tricolore face à la Croatie lors des qualifications pour le Mondial 2009. Médaille d'argent avec l'équipe de France à l'issue du championnat du monde 2009 en Chine, Allison Pineau est élue meilleure joueuse mondiale de l'année 2009 par la fédération internationale de handball (IHF) le 26 mai 2010.

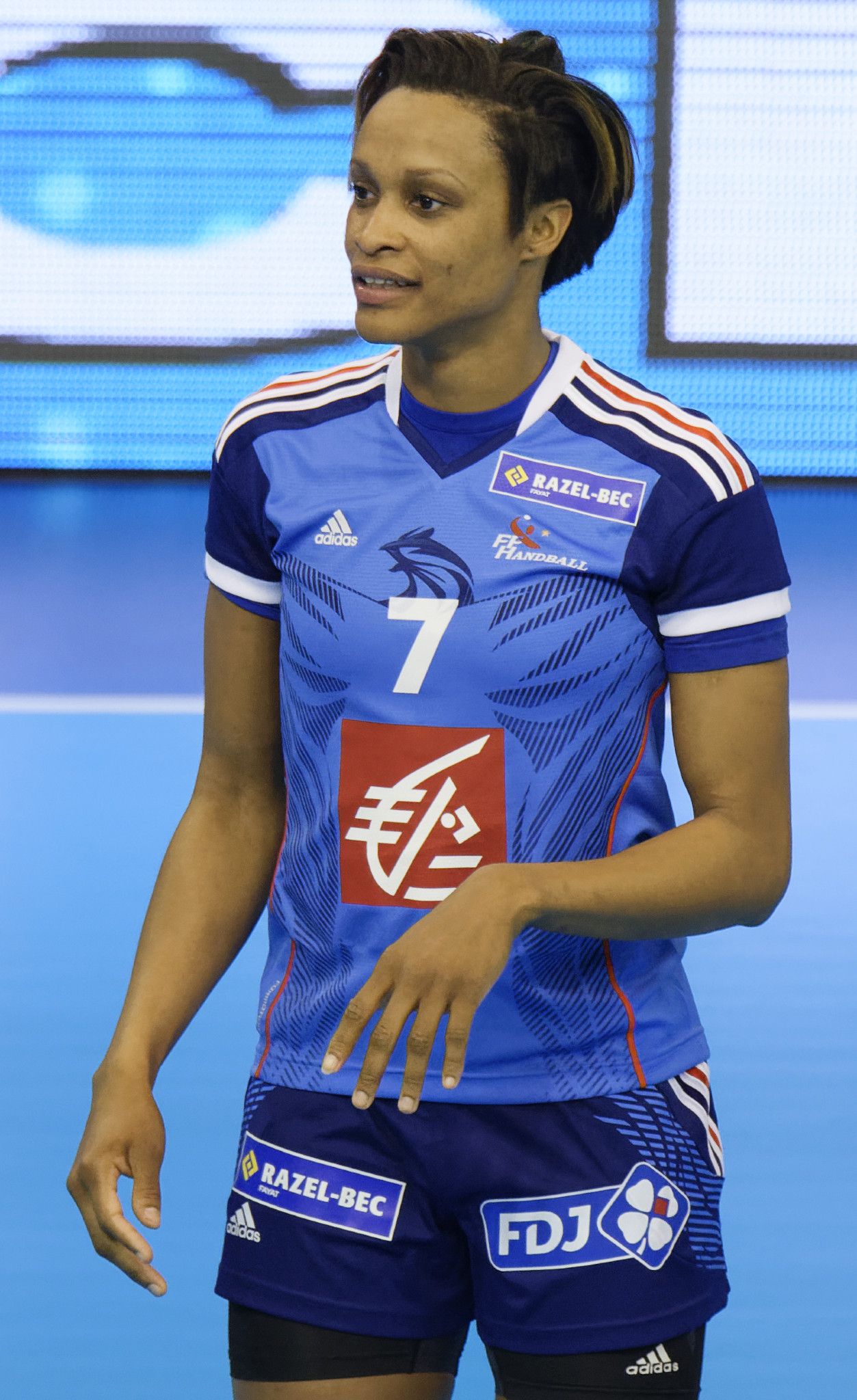
Allison Pineau sous le maillot de l'équipe de France en 2015.

De retour après plusieurs mois sans jouer à cause d'une opération à la cheville, Allison Pineau fait son retour à la compétition en décembre 2017 sous le maillot de l'équipe de France avec laquelle elle remporte le titre de championne du Monde, en Allemagne, le premier de sa carrière.
Au championnat d'Europe 2018 à domicile, Pineau et les Françaises font figure de favori et assument leur statut en atteignant la finale. Au début de la seconde mi-temps, Allison Pineau transforme un jet de sept mètres pour un +3 (16-13) mais le ballon effleure le visage de la gardienne russe. Après avoir recours à la vidéo les juges-arbitres considèrent l'acte volontaire et disqualifient Pineau. Ce fait de jeu galvanise les joueuses françaises et surtout les 14 000 spectateurs et a ainsi contribué à la victoire finale des Bleues.
Le 8 août 2021, Allison devient championne olympique en remportant la médaille d’or aux Jeux de Tokyo.
Non retenue par Olivier Krumbholz à l’Euro 2022 puis au Mondial 2023, elle espère malgré tout être retenue aux Jeux olympiques de Paris 2024. Si elles ne participera finalement pas à la compétition sur le terrain, elle et Michaël Guigou sont parmi les derniers relayeurs de la flamme lors de la cérémonie d'ouverture.

## Style de jeu
Sa taille (1,81 m), sa lecture du jeu et à son autorité naturelle sont les atouts d'Allison Pineau.

## Palmarès

### En sélection nationale
Avec les Bleues, Allison Pineau a remporté une fois chaque compétition majeure : le championnat du monde en 2017, le championnat d'Europe en 2018 et les Jeux olympiques en 2021. 
Son parcours en compétitions internationales est :
- Jeux olympiques
  - 5e place aux Jeux olympiques de 2012 à Londres,  Royaume-Uni
  -  Médaille d'argent aux Jeux olympiques de 2016 à Rio de Janeiro,  Brésil
  -  Médaille d'or aux Jeux olympiques de 2020 à Tokyo,  Japon
- Championnats du monde
  - 5e place du championnat du monde 2007
  -  Finaliste du championnat du monde 2009
  -  Finaliste du championnat du monde 2011
  - 6e place du championnat du monde 2013
  - 7e place du championnat du monde 2015
  -  vainqueur du championnat du monde 2017
  - 13e place du championnat du monde 2019
  -  finaliste du championnat du monde 2021[32]
- Championnats d'Europe
  - 14e place du championnat d'Europe 2008
  - 5e place du championnat d'Europe 2010
  - 9e place du championnat d'Europe 2012
  - 5e place du championnat d'Europe 2014
  -  Troisième du championnat d'Europe 2016
  -  Vainqueur du championnat d'Europe 2018
- Autres compétitions
  -  Troisième du championnat d'Europe jeunes en 2005
  - 4e au championnat du monde jeunes en 2006[33],[34]
  -  Médaille d'or aux Jeux méditerranéens de 2009 en  Italie

### En club
C'est avec le Metz Handball qu'Allison Pineau gagne ses premiers titres : une coupe de France en 2010 puis le Championnat de France en 2011. 
Son palmarès en club est :
- Compétitions internationales
  - Troisième/demi-finaliste de la Ligue des champions en 2013 et 2014
- Compétitions nationales
  - Vainqueur du Championne de France en 2011 et 2025 (avec Metz Handball)
  - Vainqueur de la coupe de France en 2010 et 2025 (avec Metz Handball) et 2018 (avec Brest Bretagne Handball)
  - Vainqueur de la coupe de la Ligue en 2010 et 2011 (avec Metz Handball)
  - Vainqueur du Championne de Roumanie en 2013 (avec CS Oltchim Vâlcea)
  - Vainqueur du Championne de Macédoine en 2014 (avec ŽRK Vardar Skopje)
  - Vainqueur du Championnat du Monténégro en 2021
  - Vainqueur de la Coupe du Monténégro en 2021
  - Vainqueur du Championnat de Slovénie en 2022, 2023 et 2024
  - Vainqueur de la Coupe de Slovénie en 2022, 2023 et 2024

### Distinctions individuelles
Allison Pineau est élue meilleure joueuse mondiale de l'année 2009 par la fédération internationale de handball (IHF) le 26 mai 2010.
- Élue meilleure handballeuse mondiale de l'année en 2009 par l'IHF[27] ; 2e en 2011[35],[36]
- Élue meilleure demi-centre du championnat du monde 2009[37].
- Élue meilleure demi-centre du championnat du monde 2011[38]
- Élue meilleure arrière gauche des Jeux olympiques en 2016[39]

## Œuvre caritative

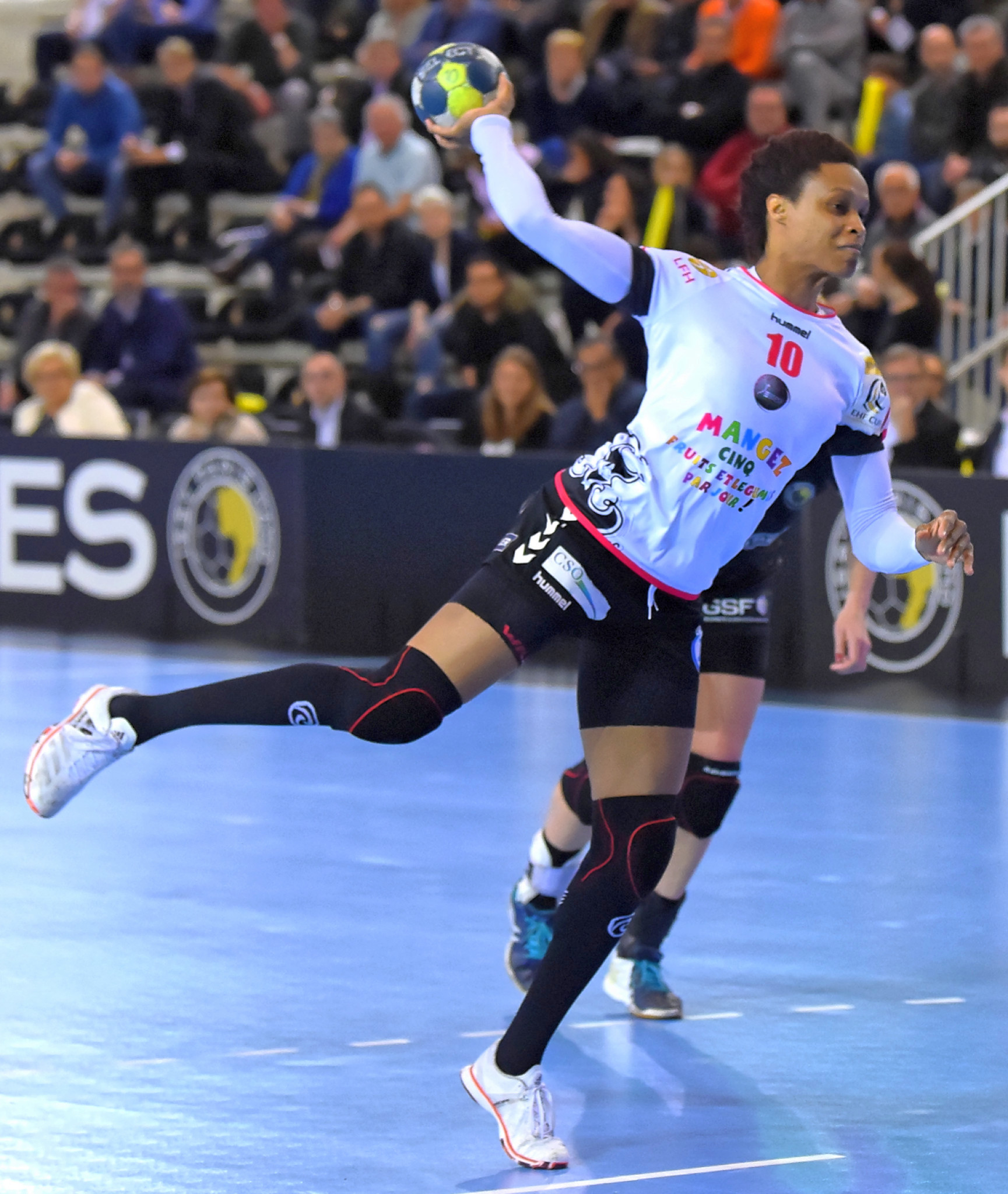
Allison Pineau en 2017 avec le maillot de Brest indiquant Mangez cinq fruits et légumes par jour !.

Allison Pineau a pris part au programme « Bien Manger, C'est Bien Joué ! », programme lancé en 2005 par la Fondation du Sport. Elle a participé à la réalisation de vidéos adressées aux jeunes sportifs pour leur apprendre les bases d'une alimentation adaptée à l'effort physique. Ce programme de la Fondation du Sport sensibilise également les enfants à l'importance de l'activité physique.

## Décorations
- Chevalier de la Légion d'honneur (2021)[40].
- Chevalier de l'ordre national du Mérite le 1er décembre 2016[41].
- Médaille de la jeunesse, des sports et de l'engagement associatif, or (2025)[42].